# Proton Waja
Der Proton Waja ist ein Wagen der Unteren Mittelklasse, der vom malaiischen Automobilhersteller Proton von 2000 bis 2011 gebaut wurde.
Die viertürige Limousine, die von Proton selbst entworfen wurde, wurde im August 2000 vorgestellt. Damit war der Waja der erste PKW, der in Malaysia konstruiert wurde. Der Name Waja bedeutet „hart“ (wie Stahl) und betont die Stärke des Waja gegenüber früheren Konstruktionen. Grund für diesen Namen war auch die auf dem Heimatmarkt vorherrschende Meinung, dass Proton-Automobile schwächer als andere Marken wären. In Europa wurde der Waja als Proton Impian angeboten. Auch dieser Name stammt aus dem Malaiischen und bedeutet im Deutschen „Traum“.

## Geschichte
| Sterne im Euro NCAP-Crashtest (2002) |

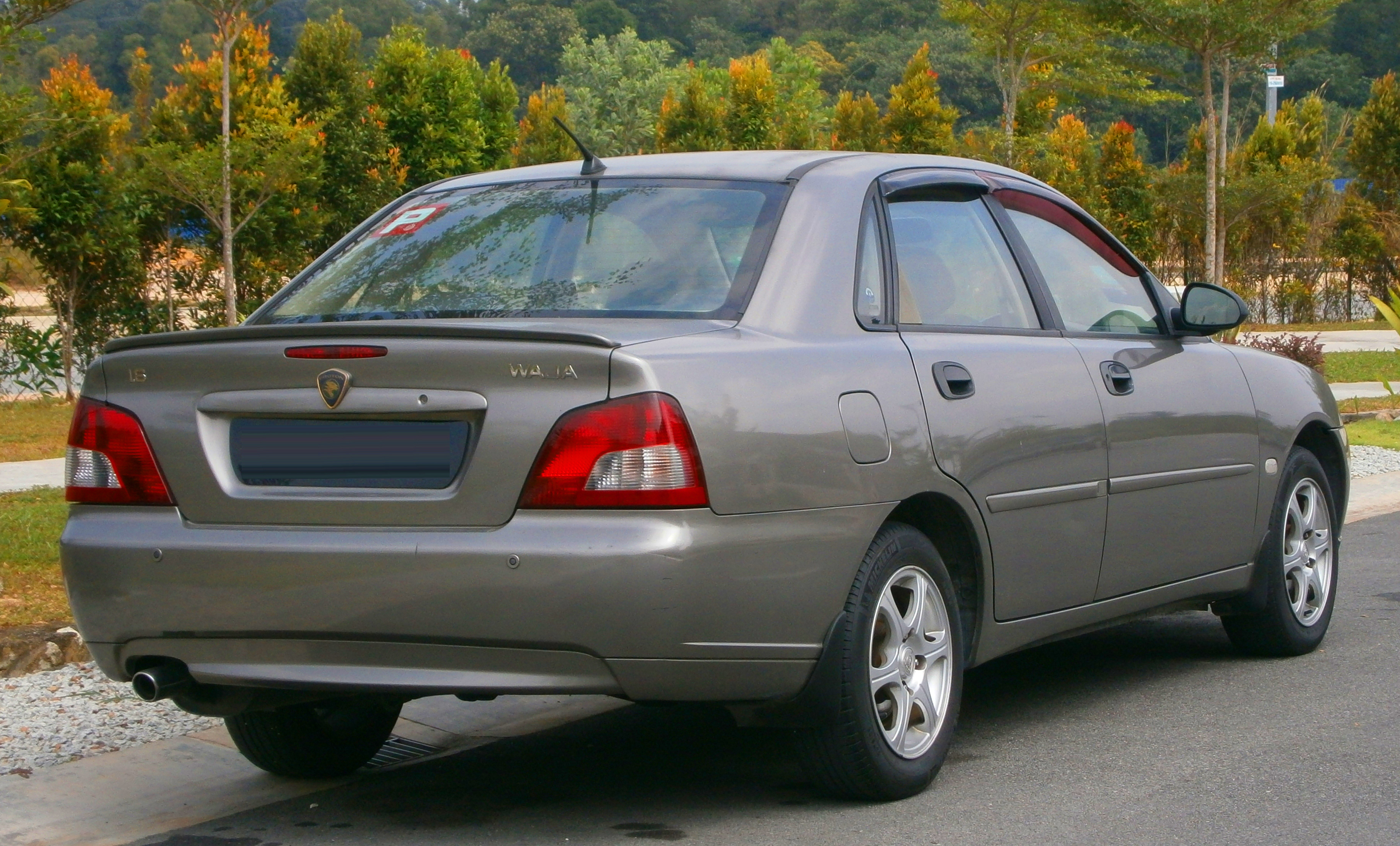
Heckansicht

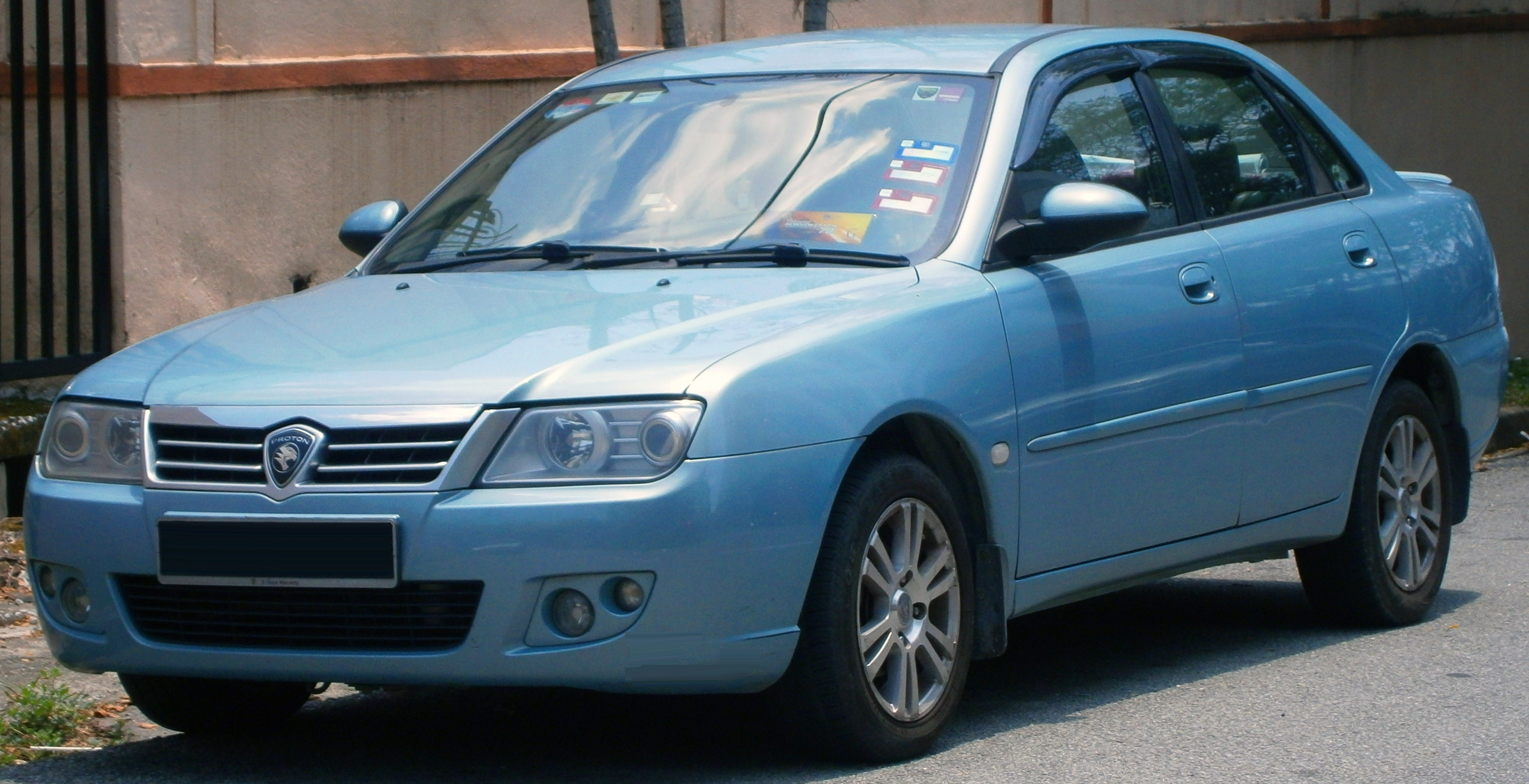
Proton Waja (2007–2011)

Der Waja war das erste Modell, das in den Konstruktionsbüros von Proton entstand. Die Entwicklung des Wagens begann Ende der 1990er-Jahre zusammen mit der des Campro-Motors, aber die Entwicklung dieses Motors war immer noch im Gange, als der Waja herauskam. Daher wurde der Wagen zunächst mit dem 4G18-Motor von Mitsubishi ausgestattet, bevor man 2006 zu den Campro-Motoren wechselte.
Der Waja kam im August 2000 auf den heimischen Markt, was mit der Einführung des neuen Proton-Logos zusammenfiel. Die ersten ausgelieferten Exemplare hatten jedoch erhebliche Qualitätsprobleme, weil einige Zulieferer Qualitätskontrollen unterließen, um die anfangs große Nachfrage zu befriedigen. Die Qualität der Komponenten wurde bis 2005 jedoch deutlich verbessert.
Seit seinem Debüt wurde der Waja zweimal überarbeitet:
Das erste kleine Facelift fand Mitte 2006 statt und betraf nur die Rückleuchten.
Ende 2006 fand das zweite Facelift statt und am 19. Januar 2007 wurde der neue Waja zusammen mit dem überarbeiteten Savvy vorgestellt. Er hatte einen neuen Kühlergrill erhalten, der dem des Savvy ähnlich sah. Er ist nun auch in Malaysia serienmäßig mit ABS und Airbags ausgestattet; vorher gab es diese beiden Sicherheitsausstattungen nur gegen Aufpreis.
Ende 2005 stellte Proton eine weitere Variante, den Waja Chancellor, vor. Die Fahrzeuge wurden als Repräsentationslimousinen des ASEAN für das Treffen ihrer Staatsoberhäupter im Stadtzentrum von Kuala Lumpur eingesetzt und Anfang 2006 offiziell eingeführt. Der Waja Chancellor hat einen längeren Radstand und den 2,0-l-V6-Motor, der auch im Perdana eingesetzt war und von Mitsubishi zugeliefert wird.
2008 kam ein neuer Waja mit verbessertem Campro-Motor und einer neuen Mittelkonsole mit 2-DIN-Clarion-Stereoanlage heraus.
In Großbritannien, wo der Waja als Impian angeboten wurde, begann der Verkauf erst im April 2001. Der Wagen blieb bis Verkaufsende unverändert. Der Impian war nur als Rechtslenker erhältlich, in anderen europäischen Staaten wiederum wurde der Wagen als Waja verkauft. Die Verkaufszahlen waren nie sehr hoch, da der Wagen bereits bei seiner Vorstellung schlechter als seine Konkurrenten war und zudem all diese Konkurrenten seither durch Neukonstruktionen ersetzt wurden. Seine guten Fahreigenschaften, seine gute Ausstattung, sein niedriger Preis und der gute Service sorgten dafür, dass der Impian für britische Kunden weiterhin interessant war.

## Technische Daten
In den ersten Jahren wurde der Waja von einem 1,6 l-Vierzylinder-SOHC-Reihenmotor von Mitsubishi, Typ 4G18, angetrieben. Die Mehrpunkteinspritzung (MPI), innenbelüftete Scheibenbremsen vorne und Scheibenbremsen hinten gehörten zum Standard. Alle Waja, mit Ausnahme des Modells Chancellor, waren mit Fünfgang-Schaltgetriebe oder vierstufiger Automatik erhältlich.
2002 wurde die 1,8 l-Variante eingeführt, die vom gleichen Motor angetrieben wurde wie der Renault Laguna II. Das 1,8 l-Modell bot  Drive-by-Wire-Technologie und Nockenwellenverstellung (VVT). Dieses Modell verkaufte sich aber schlecht auf dem Heimatmarkt, da die Malaiien sich weder mit der japanischen Technologie noch mit dem europäischen Motor anfreunden konnten. Daher ließ man schon im darauffolgenden Jahr den 1,8 l wieder auslaufen.
Seit Januar 2006 wurde der Campro-Motor auch beim Waja verbaut. Obwohl der Motor dem des Schwestermodelles Gen-2 glich, lieferte der DOHC-Motor im Waja höhere Leistung und höheres Drehmoment, vermutlich wegen der geänderten Motorsteuerung und dem geänderten Ansaugsystem. Das Modell 2008 hatte einen Campro-CPS-Motor mit verstellbarer Nockenwelle (VVT), der in früheren Waja-Campro-Modellen noch nicht erhältlich war.
Der Waja Chancellor von 2006 hatte einen längeren Radstand und wurde von einem 2,0 l-V6-Motor von Mitsubishi, Typ 6A12, angetrieben, der auch im Perdana zum Einsatz kam. Diesen Wagen gab es nur mit Vierstufen-Automatikgetriebe.

## Renneinsatz
Drei Jahre lang – von 2002 bis 2004 – wurde der Waja bei der BTCC eingesetzt. Dort wurde er als Petronas Syntium Proton geführt. Das chronisch unterfinanzierte Team hatte allerdings kaum Rennerfolge, gewann kein Rennen und schnitt deutlich schlechter als andere Werksteams ab, obwohl es gute Fahrer hatte, wie z. B. in den ersten beiden Jahren David Leslie und Phil Bennett. 2004 kamen zwei neue Fahrer, Shaun Watson-Smith und der malaiische Star Fariqe Hairuman, aber nachdem auch diese beiden nichts erreichen konnten, gab das Team zum Jahresende auf.

## Sicherheit

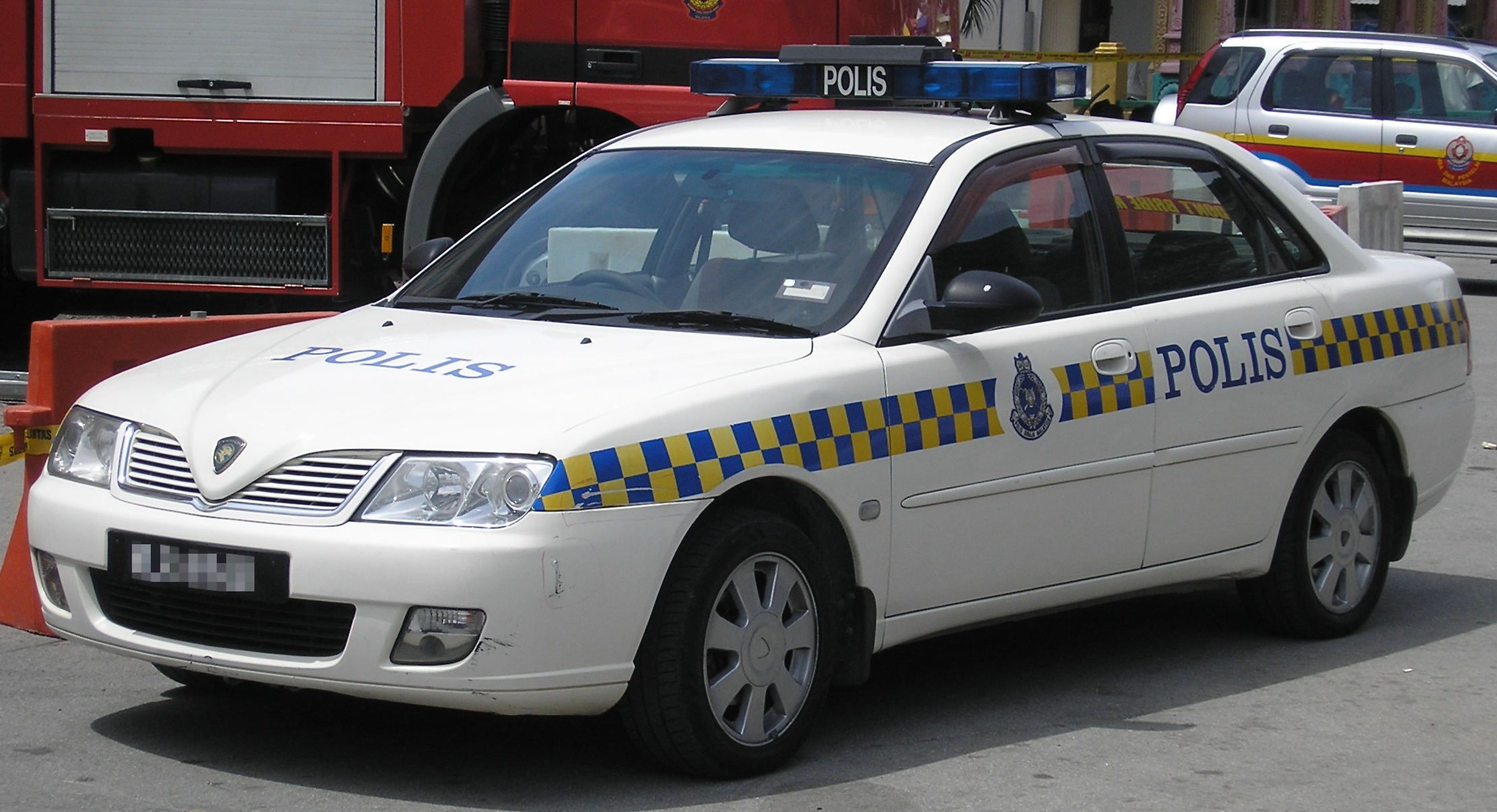
Proton Waja (2006–2007) von der Polis Diraja Malaysia

Der Waja/Impian ist zurzeit der einzige Proton, der einen Euro-NCAP-Crashtest durchlaufen hat. Das Ergebnis des 2002 durchgeführten Tests war enttäuschend.
EuroNCAP-Crashtest 2002
- Sicherheit für erwachsene Insassen: 3 von 5 Sternen
- Sicherheit für Fußgänger: 1 von 5 Sternen

Die britische Automobilzeitschrift Top Gear zeigte Fotos von einem beschädigten Proton Waja zusammen mit einem beschädigten Toyota Avensis, um die Unterschiede zwischen einem mit drei Sternen und einem mit fünf Sternen beurteilten Auto bei einem Frontalaufprall auf eine verformbare Stahlbarriere darzustellen.
2011 wurde das Modell durch den Proton Inspira abgelöst.